# Edward du Cann
Sir Edward Dillon Lott du Cann, KBE, PC (* 28. Mai 1924; † 31. August 2017) war ein britischer Politiker der Conservative Party und Wirtschaftsmanager, der unter anderem zwischen 1956 und 1987 Mitglied des Unterhauses (House of Commons) sowie von 1965 bis 1967 Vorsitzender (Chairman) der Conservative Party war. Darüber hinaus fungierte er zwischen 1972 und 1984 als Vorsitzender des einflussreichen, aus den Hinterbänklern (Backbencher) der konservativen Tories bestehenden 1922-Komitee.

## Leben
Edward Dillon Lott du Cann, Sohn des Barrister und Schriftstellers Charles du Cann und dessen Ehefrau Janet Murchie du Cann, absolvierte nach dem Besuch von Colet Court und der 1577 gegründeten Woodbridge School ein Studium der Rechtswissenschaften am St John’s College der University of Oxford. Während des Zweiten Weltkrieges diente er auf einem Torpedoboot der Royal Navy. Nach Kriegsende wurde er Mitarbeiter einer Investmentfirma, ehe er zu Beginn der 1950er Jahre seine politische Laufbahn in der Conservative Party begann. Er kandidierte zunächst ohne Erfolg bei der Wahl am 23. Oktober 1951 im Wahlkreis Walthamstow West sowie der Wahl am 26. Mai 1955 im Wahlkreis Barrow-in-Furness für ein Mandat im House of Commons.
Am 14. Februar 1956 wurde du Cann bei einer Nachwahl (By-election) im Wahlkreis Taunton für die konservativen Tories erstmals zum Mitglied des Unterhauses gewählt und gehörte diesem bis zum 11. Juni 1987 an. Er wurde damit zum Nachfolger von Henry Hopkinson gewählt, der als 1. Baron Colyton in den Adelsstand erhoben und dadurch Mitglied des Oberhauses (House of Lords) wurde. Er bekleidete zwischen 1962 und 1963 den Posten als Wirtschaftssekretär des Schatzamtes (Economic Secretary of the Treasury). und fungierte im Anschluss zwischen dem 21. Oktober 1963 und dem 16. Oktober 1964 als Staatsminister (Minister of State) im Handelsministerium (Board of Trade). Am 22. Dezember 1964 wurde er auch Mitglied des Geheimen Kronrates (Privy Council).
Nach der Niederlage der Conservative Party bei der Unterhauswahl am 15. Oktober 1964 wurde Edward du Cann Sprecher der Opposition für Handel und Schifffahrt. 1965 trat er die Nachfolge von John Hare, 1. Viscount Blakenham als Vorsitzender (Chairman) der Conservative Party an und bekleidete diese Funktion bis 1967, woraufhin Anthony Barber sein Nachfolger wurde. Er löste 1972 Harry Legge-Bourke als Vorsitzender des einflussreichen, aus den Hinterbänklern (Backbencher) der konservativen Tories bestehenden 1922-Komitee ab und übte diese Funktion zwölf Jahre bis zu seiner Ablösung durch Cranley Onslow 1984 aus. In dieser Funktion forderte er im Namen der konservativen Hinterbänkler den bisherigen Premierminister Edward Heath nach dem Machtverlust bei der Unterhauswahl vom 28. Februar 1974 sowie der neuerlichen Niederlage der Conservative Party bei der Unterhauswahl vom 10. Oktober 1974 am 13. Oktober 1974 auf, sich einer innerparteilichen Neuwahl zu stellen. Nachdem Heath sich zunächst der Forderung widersetzte und eine Machtprobe mit den Abgeordneten des Komitees gesucht hatte, musste er sich im November 1974 schließlich jedoch beugen und einer Neuwahl zustimmen. Ende November 1974 verkündete Margaret Thatcher ihre eigene Kandidatur, nachdem der führende Vertreter der Parteirechten, Keith Joseph, sich gegen eine eigene Kandidatur entschieden hatte. Du Cann selbst wurde kurzfristig als ein möglicher Nachfolger Heaths angesehen. Im November 1974 gab er jedoch bekannt, selbst nicht kandidieren zu wollen – eine Entscheidung, die von Zeitzeugen und Historikern auch damit begründet wird, dass du Cann selbst nicht glaubte, dass seine unglücklichen Geschäftsaktivitäten in der Londoner City einer eingehenden Überprüfung im kritischen Licht der Öffentlichkeit standhalten würden. Du Canns Firma, Keyser Ullman, war nach dem Ende des Bankenbooms in ernste Schwierigkeiten geraten und du Cann als „inkompetent“ kritisiert worden.
Du Cann, der länger als jeder andere Vorsitzender des 1922-Komitees war, arbeitete die folgenden Jahre eng und loyal mit Thatcher zusammen. Er hatte jederzeit Zugang zu Thatchers Büros und gab das Bindeglied zwischen ihr und den Hinterbänklern. Nach seinem Ausscheiden verlor Thatcher dagegen mehr und mehr den Kontakt zu den Hinterbänklern ihrer Partei.
1981 wurde er ferner Nachfolger von Theodore Constantine, Baron Constantine of Stanmore als Präsident der National Union of Conservative and Unionist Associations und übte dieses Amt bis zu seiner Ablösung durch John Taylor 1982 aus.
Am 31. Dezember 1984 wurde Edward du Cann zum Knight Commander des Order of the British Empire (KBE) geschlagen und führte fortan den Namenszusatz „Sir“. Nach seinem Ausscheiden aus dem Unterhaus am 11. Juni 1987 wechselte er in die Privatwirtschaft und war bis 1987 stellvertretender Direktor des Hypothekenhändlers Homes Assured sowie zwischen 1987 und 1991 Direktor der Finanzgesellschaft Lonrho Holdings Limited.eine Position, die er jedoch aufgeben musste, nachdem die Finanzfirma Homes Assured, Bankrott ging; du Cann hatte dort als Vizevorsitzender gearbeitet. Sein Rückzug kam nur zwei Tage, bevor die Firma kollabierte.
Aus seiner 1962 geschlossenen und 1990 geschiedenen Ehe mit Sallie Innes gingen zwei Töchter und ein Sohn hervor. Nach der Scheidung von seiner ersten Frau heiratete er in zweiter Ehe Jennifer Cooke, die allerdings bereits 1995 verstarb.

## Veröffentlichungen
- Investing simplified. A guide to unittrusts, investment clubs and other share-purchase schemes, London 1959
- Parliament and the purse strings. How to bring public expenditure under parliamentary control, London 1977, ISBN 0-85070-598-3
- Two lives. The political and business careers of Edward du Cann, Upton upon Severn 1995, ISBN 1-897817-60-6
- The Wellington Caricatures, 1996, ISBN 1-897817-72-X
- The Duke of Wellington and his political career after Waterloo. The caricaturists’ view, Woodbridge 2000, ISBN 1-85149-341-7